# ジェフリー・ウィリアムズ賞
ジェフリー・ウィリアムズ賞(Jeffery-Williams Prize)は、カナダ数学会が1968年から毎年授与している数学の国内賞である。数学研究に顕著な業績を上げた個人に授与される。数学者のラルフ・レント・ジェフリーとロイド・ウィリアムズを記念して名付けられた。

## 受賞者
- 2025年 Ján Mináč
- 2024年 Catherine Suleml（英語版）
- 2023年 V. Kumar Murty（英語版）
- 2022年 André Joyal（英語版）
- 2021年 Joel Kamnitzer
- 2020年 Juncheng Wei（英語版）
- 2019年 Jeremy Quastel（英語版）
- 2018年 Gordon Slade（英語版）
- 2017年 Robert McCann（英語版）
- 2016年 ダニエル・ワイズ（英語版）
- 2015年 Alejandro Adem（英語版）
- 2014年 Askold Khovanskii（英語版）
- 2013年 Zinovy Reichstein（英語版）
- 2012年 Roland Speicher（英語版）
- 2011年 Kai Behrend（英語版）
- 2010年 Mikhail Lyubich（英語版）
- 2009年 Stephen S. Kudla（英語版）
- 2008年 Martin Barlow（英語版）
- 2007年 Nassif Ghoussoub（英語版）
- 2006年 Andrew Granville（英語版）
- 2005年 Pierre Milman（英語版）
- 2005年 Edward Bierstone（英語版）
- 2004年 ジョエル・フェルドマン
- 2003年 M. Ram Murty（英語版）
- 2002年 エドウィン・パーキンス
- 2001年 デヴィッド・ウィリアム・ボイド（英語版）
- 2000年 受賞者なし
- 1999年 John Friedlander（英語版）
- 1998年 ジョージ・エリオット
- 1997年 Stephen Halperin（英語版）
- 1996年 Mark Goresky（英語版）
- 1995年 R. V. Moody（英語版）
- 1994年 D. Dawson（英語版）
- 1993年 ジェームズ・アーサー
- 1992年 イスラエル・シーガル
- 1991年 P. Lancaster（英語版）
- 1990年 Robert Steinberg（英語版）
- 1989年 E. C. Milner（英語版）
- 1988年 J. Lambeck（英語版）
- 1987年 ルイス・ニーレンバーグ
- 1986年 C. Herz（英語版）
- 1985年 Laurent C. Siebenmann（英語版）
- 1984年 Cathleen Synge Morawetz（英語版）
- 1983年 ラウル・ボット
- 1982年 ジョゼフ・リップマン
- 1981年 Jerrold E. Marsden（英語版）
- 1980年 ロバート・ラングランズ
- 1979年 Israel Halperin（英語版）
- 1978年 G. Gratzer（英語版）
- 1977年 ジョージ・ダフ
- 1976年 M. Wyman（英語版）
- 1975年 Nathan Saul Mendelsohn（英語版）
- 1974年 Hans J. Zassenhaus（英語版）
- 1973年 ハロルド・スコット・マクドナルド・コクセター
- 1972年 フィリップ・J・デイヴィス
- 1971年 W. T. Tutte（英語版）
- 1970年 W. A. J. Luxemburg（英語版）
- 1969年 R. Pyke（英語版）
- 1968年 Irving Kaplansky（英語版）